# Бегов, Алексей Сергеевич
Алексей Сергеевич Бегов (27 марта 1951, с. Козин, Киевская область, Украинская ССР, СССР — 16 февраля 2014, Париж, Франция) — российский художник, член-корреспондент Российской Академии художеств.

## Биография
В 1972 г. окончил художественный факультет Алма-Атинского государственного педагогического института у Г. П. Кабачного. Занимался живописью у П. Я. Зальцмана (ученика П.Филонова).
Работал на Украине (1951—1961), в Казахстане (1961—1974), в Киргизии (1974—1978), снова в Казахстане (1978—1983), затем в Москве, с 1998 в Москве и в Париже.
Автор фигуративно-предметных композиций и картин на евангельские темы. Работает так же в области монументальной живописи. Член Союза художников СССР с 1986 г. В 1995 г. прошла персональная выставка в Государственной Третьяковской галерее (в Лаврушинском переулке).
- 1974—1978 гг. — преподавал в Пржевальском педагогическом институте (Киргизия) на художественно-графическом факультете,
- 1978—1979 гг. — заведующий кафедрой изобразительного искусства в Алма-атинском педагогическом институте на художественно-графическом факультете,
- 1999—2004 гг. — жил во Франции работал и расписывал шапель-церковь Св. Николая при замке Chateau de Gilloisin близ Парижа.

В 2006 г. прошла выставка художника в Новом Манеже «Возвращение».
С 2008 г. жил и работал попеременно в ателье на Монмартре в Париже и в мастерской в Москве. В июне 2007 г. был избран Почётным членом Российской Академии Художеств.
Работы художника находятся в собраниях: Государственная Третьяковская галерея, Художественные музеи и галереи городов Тбилиси, Кутаиси, Алма-Аты, Павлодара, Владивостока; Музей современного русского искусства (Нью-Джерси); Фонды Всесоюзного производственного объединения им. Е. В. Вучетича; Дирекция выставок Союза художников России; Фонды Московского союза художников; Ассоциация адвокатов города Вашингтона; Коллекция Организации Объединённых Наций; Коллекция коммерческого банка «Индустрия-центр» (Москва); Коллекция «Международного коммерческого союза» (Москва); Коллекция Э. Рузвельт (США); Коллекция страховой фирмы «Валео» (Франция); Коллекция Мосжилстрой (Москва), а также в частных собраниях Москвы, городов Польши, США, Германии, Канады, Швейцарии, Бельгии, Италии, Турции, Франции, Мальты и других.

## Награды
- Орден Дружбы (16 июля 2012 года) — за большие заслуги в развитии отечественной культуры и искусства, многолетнюю плодотворную деятельность[1]
- Золотая медаль Французского Академического общества в области Искусства, Науки и Литературы (2006 год)[2].
- Медаль «Шувалов» Российской академии художеств (2013 год)[2].